# (196297) 2003 FA
(196297) 2003 FA (2003 FA, 2004 RA4) — астероїд головного поясу, відкритий 21 березня 2003 року.
Тіссеранів параметр щодо Юпітера — 3,426.